# Volyně (Výsluní)
Volyně (německy Wohlau) je malá vesnice, část města Výsluní v okrese Chomutov. Nachází se asi 4 km na jih od Výsluní. V roce 2011 zde trvale žilo 58 obyvatel.

## Název
Název vesnice vznikl přivlastňovací příponou yně z osobního jména Vol. V historických pramenech se jméno vesnice vyskytuje ve tvarech: Wolaw (1352), Wolow (1405), Wolynye (1431), in Wolyny (1446), Wolyni (1519), w Wolinie (1543), Wohalw (1562) nebo Wohla (1608).

## Historie
První písemná zmínka o Volyni pochází z roku 1352, ale je možné, že její založení souvisí s kolonizačního činností Jiřího z Milevska ve druhé polovině dvanáctého století. Nejstarší zprávy o Volyni jsou spojeny s kostelem svatého Petra a Pavla, který zde mohl, podle uměleckohistorického rozboru, stát už na konci třináctého století.

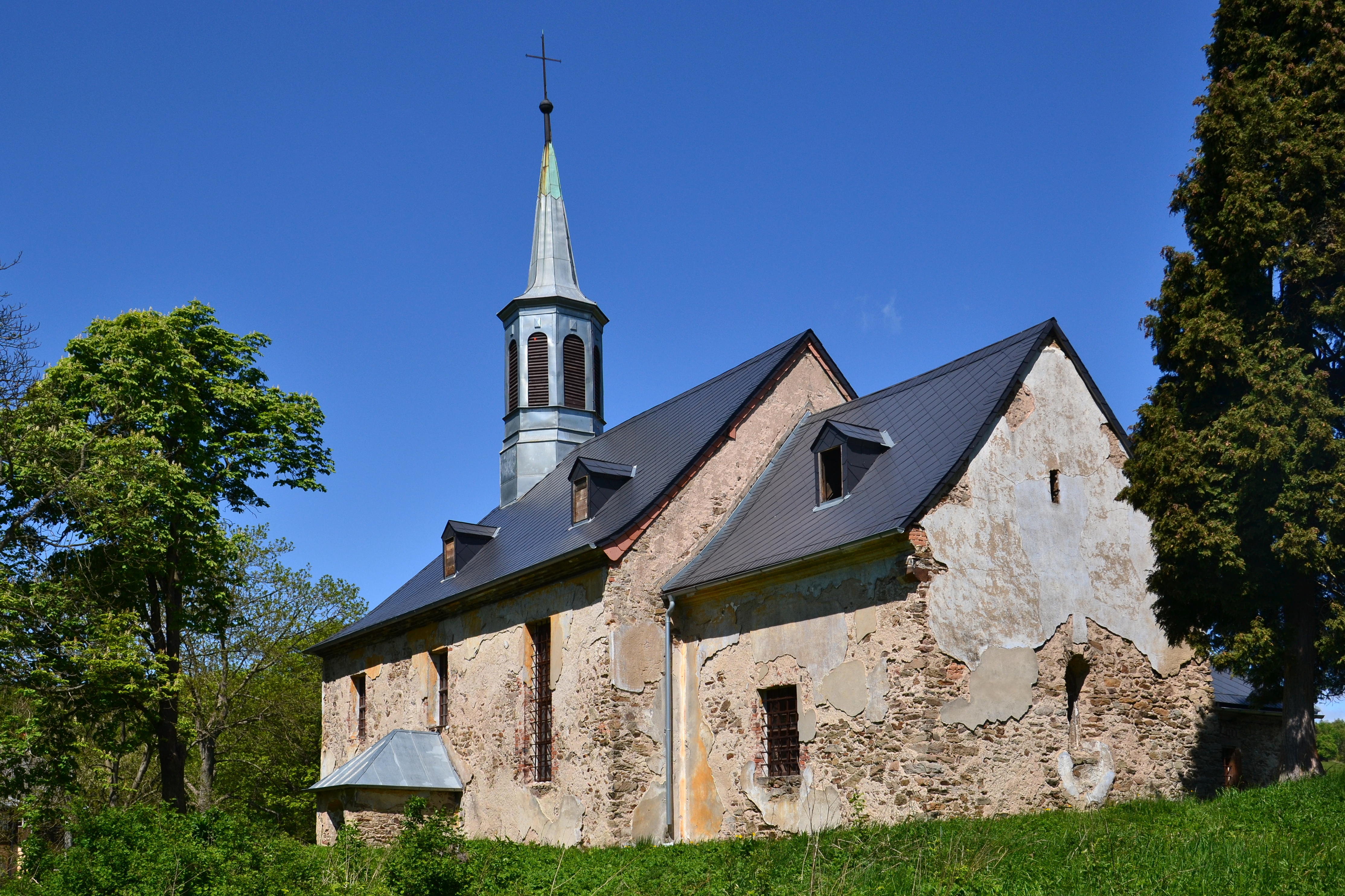
Kostel svatého Petra a Pavla

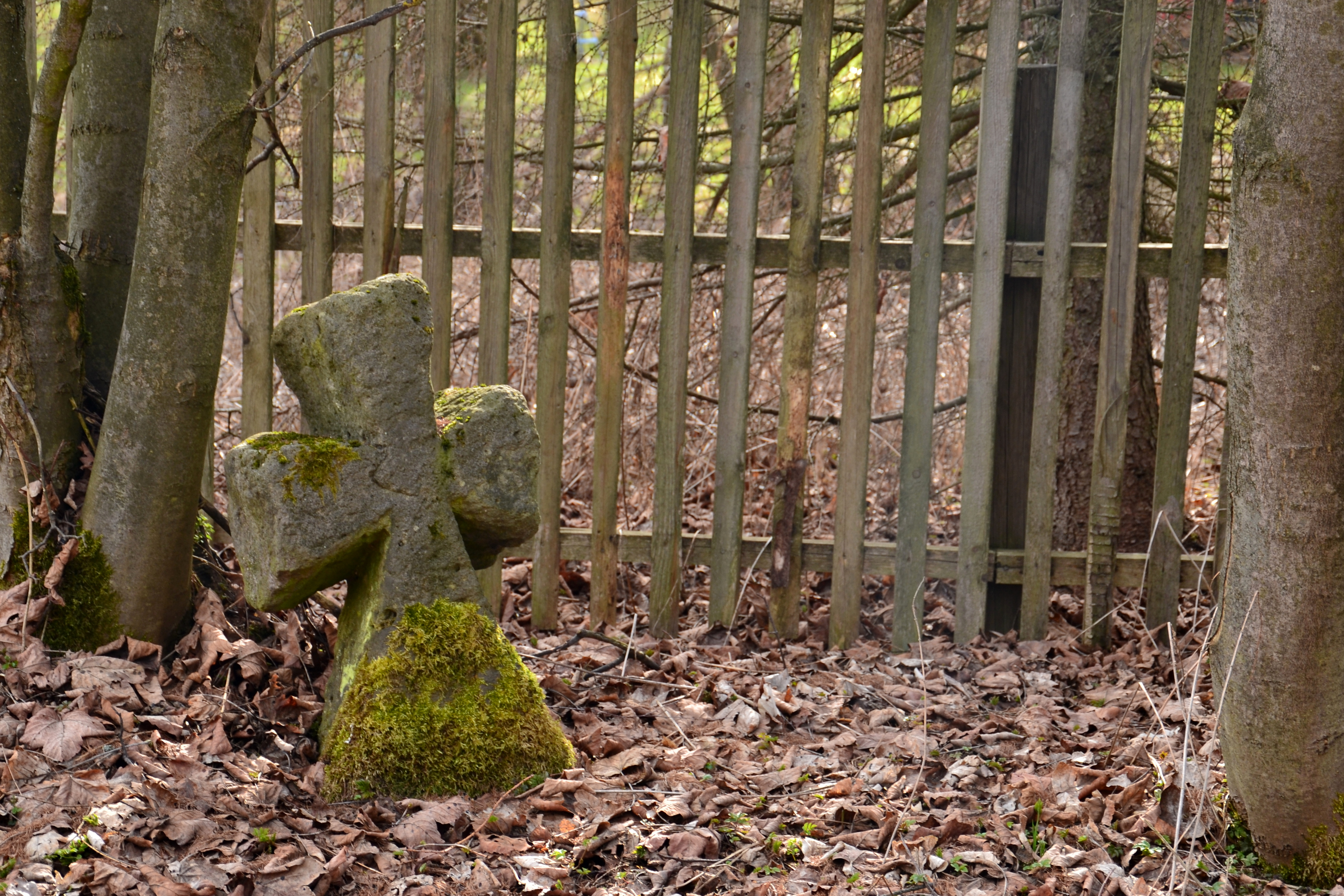
Smírčí kříž u silnice pod kostelem

Na počátku čtrnáctého století začali budovat své državy páni ze Šumburka a mezi jejich vsi perštejnského panství pravděpodobně patřila i Volyně. Dokládá to patronátní právo ke kostelu, které v sedmdesátých letech čtrnáctého století uplatňoval Arnošt ze Šumburka. Roku 1431 si Aleš a Vilém ze Šumburka rozdělili rodový majetek, přičemž Volyně zůstala u Alešova perštejnského panství. Od něj je roku 1546 koupili bratři Mikuláš a Jan Hasištejnští z Lobkovic, jejichž potomkům Volyně patřila až do roku 1533, kdy ji koupili Šlikové. V té době už vesnice tvořila část přísečnického statku, který musel Lorenz Šlik v roce 1545 prodat králi Ferdinandovi I. Zároveň je však uvedena mezi místy zkonfiskovanými Šlikům za jejich účast stavovském povstání roku 1574.
V dalších letech Volyni spravovala královská komora, ale v roce 1555 ji získal do zástavy Bohuslav Felix Hasištejnský z Lobkovic. V té době patřily k volyňské farnosti také vesnice Třebíška a Úbočí. Obě dvě vsi zároveň spadaly pod pravomoc svobodného volyňského rychtáře, který byl vrchnostenským úředníkem. K jeho právům patřilo vaření piva v množství, které by prodal „před svými dveřmi“.
Lobkovicům Volyně patřila až do roku 1594, kdy ji spolu se zbytkem majetku Jiřího Popela z Lobkovic zkonfiskoval za velezradu císař Rudolf II. Na začátku sedmnáctého století byla Volyně s 21 poddanými oceněna na 1012 kop a 47 grošů.
Během třicetileté války vesnice zpustla, ale brzy byla obnovena. Podle berní ruly z roku 1654 v žil jeden sedlák, 21 chalupníků a šest zahradníků. Sedlák vlastnil tři potahy a choval šest krav, pět jalovic a tři kozy. Podle práva vařit pivo nejspíše zastával úřad rychtáře. Chalupníci měli dohromady 25 potahů, 29 krav, 45 jalovic, 38 koz, tři ovce a šest prasat. Na kamenitých polích se pěstovalo žito, ale hlavním zdrojem obživy býval chov dobytka, práce v lese a povoznictví.
Ve druhé polovině sedmnáctého století ve vsi existovala i škola, ale první školní budova byla postavena až roku 1690. Až do roku 1878 volyňskou školu navštěvovaly také děti z Třebíšky a Úbočí. Tereziánský katastr z roku 1748 ve vsi uvádí mlýn s jedním kolem na nestálé vodě. Volyňskou rychtu získala nejpozději roku 1799 královská komora, která rozprodala její pozemky a z budovy se stal hostinec.
V letech 1709 a 1710 se u Volyně těžil v dole Petr a Pavel magnetit a ruda se odvážela do perštejnských železáren. Dobývání ložiska bylo obnoveno v období 1824–1827, kdy zde bylo získáno asi 300 tun rudy. Pozdější pokus o další obnovu byl neúspěšný. Do roku 1848 se u vsi těžil také vápenec.
Během napoleonských válek po zdejších cestách přes Krušné hory roku 1813 procházely pruské, ruské a rakouské oddíly, jejichž vojáci do vsi zavlekli nakažlivé nemoci, na které řada lidí zemřela. Koncem devatenáctého století vesnice prosperovala. Roku 1880 byl založen Spolek dobrovolných hasičů, o čtyři roky později postavena nová škola, v roce 1893 zřízen nový hřbitov a dopravní spojení zlepšila silnice do Rusové vybudovaná v letech 1896–1897.
Za první republiky mívala volyňská škola dvě třídy a u vsi fungovala pila, kde se vyráběly trámy, prkna a latě. Jedinou přímou vojenskou akcí druhé světové války, která se dotkla Volyně, bylo sestřelení britského bombardovacího letadla, jehož část posádky zemřela a byla pohřbena na vesnickém hřbitově. Později byly ostatky letců převezeny na pražské Olšanské hřbitovy. Po válce došlo k vysídlení Němců z Československa, vesnice se postupně vylidnila a změnila se na rekreační osadu. Většina původních domů byla zbořena. Noví trvalí obyvatelé se do vsi přistěhovali až na počátku 21. století.

## Přírodní poměry

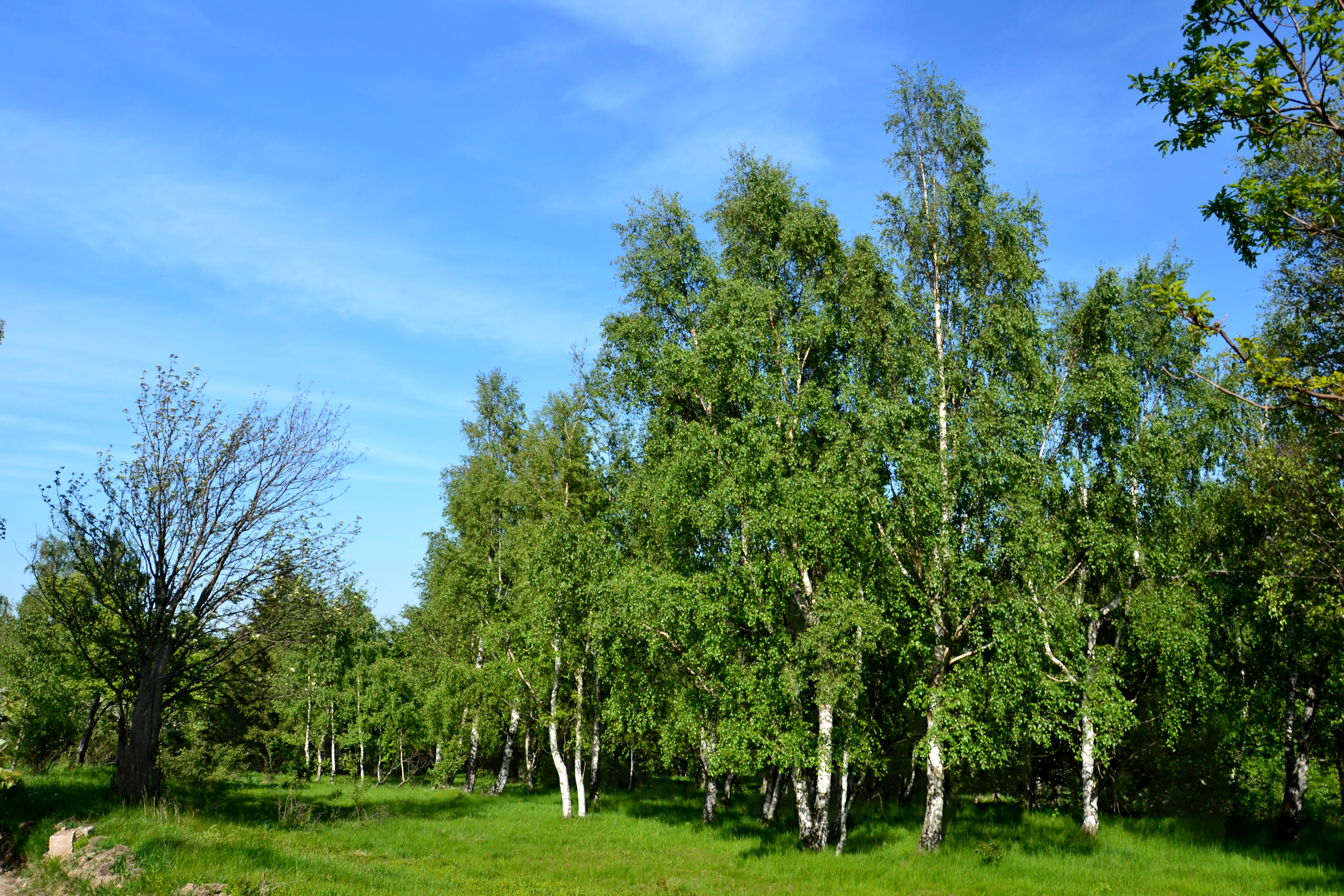
Lokalita břízy ojcovské u Volyně

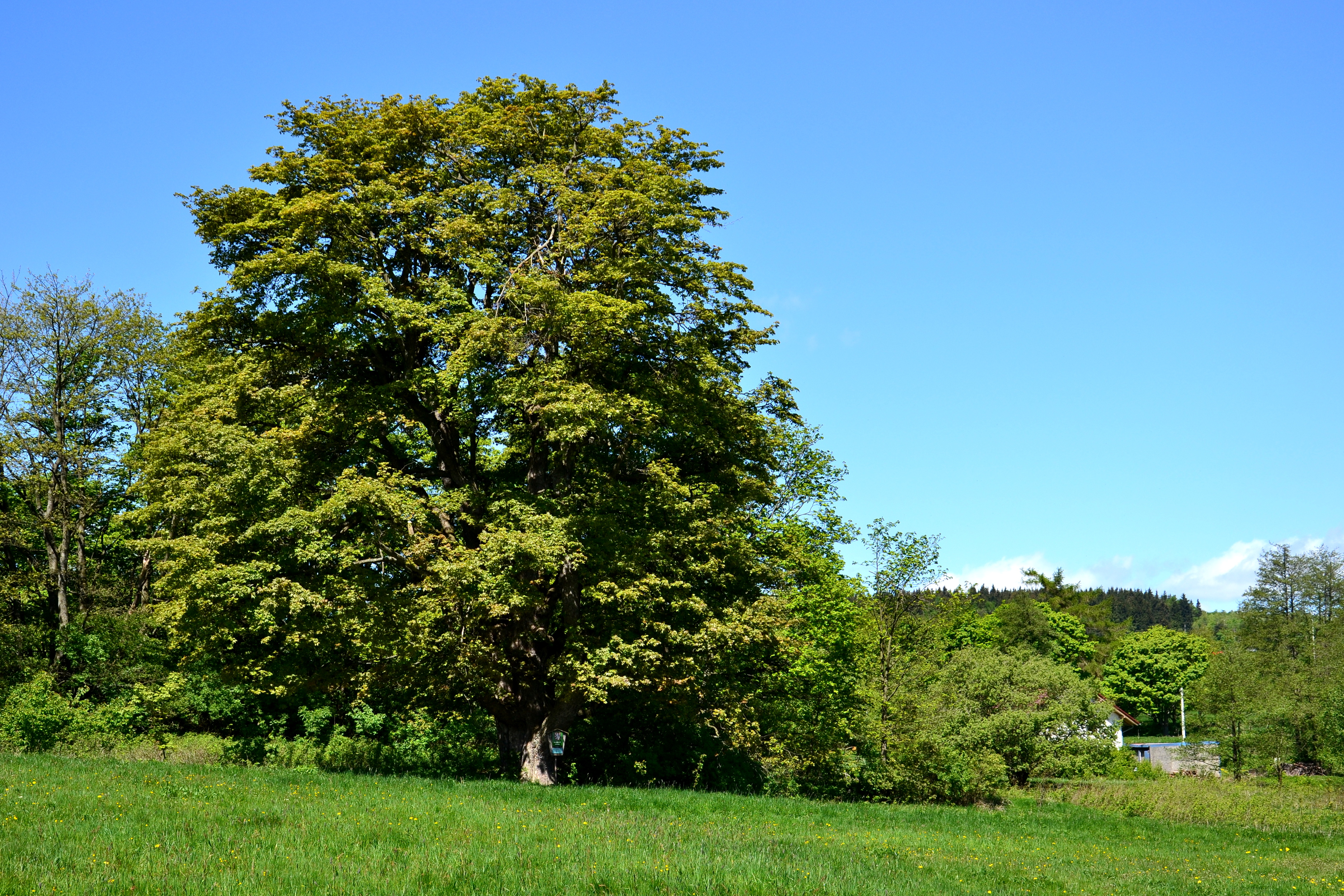
Javor u Volyně

Volyně stojí v katastrálním území Volyně u Výsluní s rozlohou 7,13 km², asi devět kilometrů severozápadně od Kadaně a dva kilometry jihozápadně od Výsluní v nadmořské výšce okolo 725 metrů. Oblast se nachází v Krušných horách, konkrétně v jejich okrsku Přísečnická hornatina tvořeném starohorními a prvohorními svory, pararulami a ortorulami krušnohorského krystalinika. Nejvyšším bodem je vrchol Lysé hory (875 metrů), zatímco nejnižší místo se nalézá na východním úpatí Volyňského vrchu v údolí Prunéřovského potoka. V severovýchodním cípu katastrálního území se na říčním kilometru 2,21 Výslunského potoka nachází Nový rybník s rozlohou 3,63 hektaru a objemem 29 000 m³. Z půdních typů se v okolí vesnice vyskytuje především kambizem dystrická, která na severu a západě přechází do podzolu kambického. Do severní části území zasahují také menší oblasti pokryté glejem histickým a rašelinami.
V Quittově klasifikaci podnebí se většina volyňského katastrálního území nachází v chladné oblasti CH7, pro kterou jsou typické průměrné teploty −3 až −4 °C v lednu a 15–16 °C v červenci. Roční úhrn srážek dosahuje 850–1000 milimetrů, sníh zde leží 100–120 dní v roce. Mrazových dnů bývá 140–160, zatímco letních dnů jen 10–30. Do oblasti podél jižní hranice území zasahuje teplejší a sušší mírně teplá oblast MT4.
Krajina východně od vesnice je součástí přírodního parku Údolí Prunéřovského potoka. V katastrálním území se nachází také dvě maloplošná zvláště chráněná území: jihovýchodně od vesnice jsou to dvě oddělené plochy přírodní památky Lokalita břízy ojcovské u Volyně a na sever od silnice II/223 zasahuje část rozsáhlé přírodní památky Na loučkách II. U cesty z vesnice k Lokalitě břízy ojcovské roste památný strom Javor u Volyně.

## Obyvatelstvo
Při sčítání lidu v roce 1921 zde žilo 303 obyvatel (z toho 147 mužů) německé národnosti a římskokatolického vyznání. Podle sčítání lidu z roku 1930 měla vesnice 331 obyvatel německé národnosti, kteří se s výjimkou dvou lidí bez vyznání hlásili k římskokatolické církvi.
|                                                                                       | 1869 | 1880 | 1890 | 1900 | 1910 | 1921 | 1930 | 1950 | 1961 | 1970 | 1980 | 1991 | 2001 | 2011 | 2021 |
| ------------------------------------------------------------------------------------- | ---- | ---- | ---- | ---- | ---- | ---- | ---- | ---- | ---- | ---- | ---- | ---- | ---- | ---- | ---- |
| Obyvatelé                                                                             | 307  | 323  | 302  | 296  | 325  | 303  | 331  | 70   | 5    | 1    | .    | .    | 1    | 58   | 25   |
| Domy                                                                                  | 49   | 51   | 53   | 56   | 53   | 55   | 58   | 62   | .    | 1    | .    | .    | -    | 6    | 12   |
| Počet domů z roku 1961 a údaje z let 1980 a 1990 je zahrnut v přehledu města Výsluní. |      |      |      |      |      |      |      |      |      |      |      |      |      |      |      |

## Obecní správa

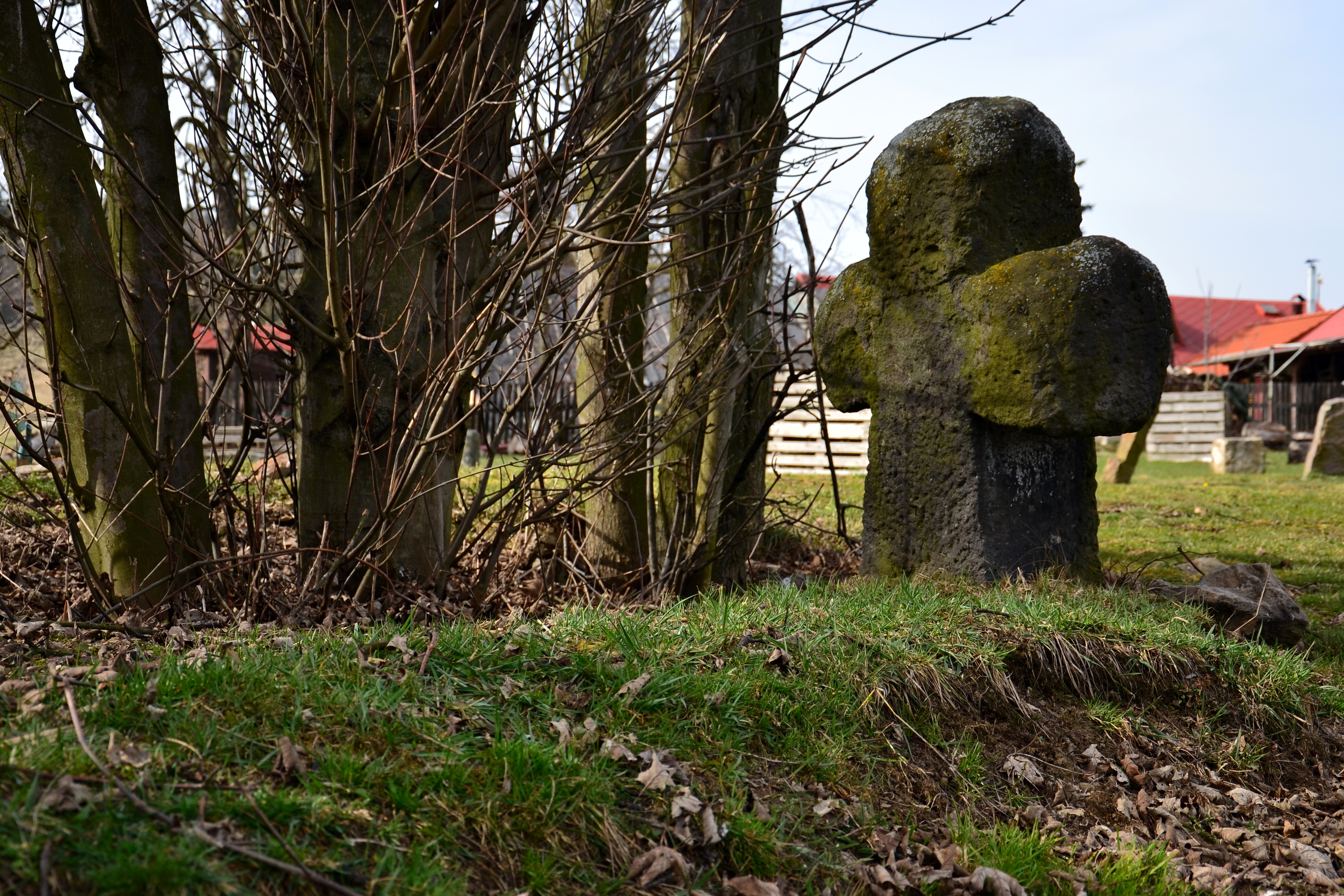
Smírčí kříž u kostela

Po zrušení patrimoniální správy se Volyně stala obcí, kterou zůstala až do roku 1949, kdy byla jako osada připojena k Výsluní. Během té doby patřila postupně do okresů Kadaň (1850–1906), Přísečnice (1906–1945) a Vejprty (1945–1949). Dne 1. ledna 1973 byla Volyně jako část obce zrušena a k jejímu obnovení došlo 1. ledna 1999.

## Pamětihodnosti
Dominantou vesnice je kostel svatého Petra a Pavla založený v první polovině čtrnáctého století. V jeho blízkosti stojí smírčí kříž z doby okolo roku 1500 se stopou po důlku na almužny. Druhý smírčí kříž ze stejného období, s výrazným tlapatým tvarem, se nachází u silnice mezi domy čp. 10 a 25. Oba kříže jsou vytesané z pískovce.